# Virginie Loveling

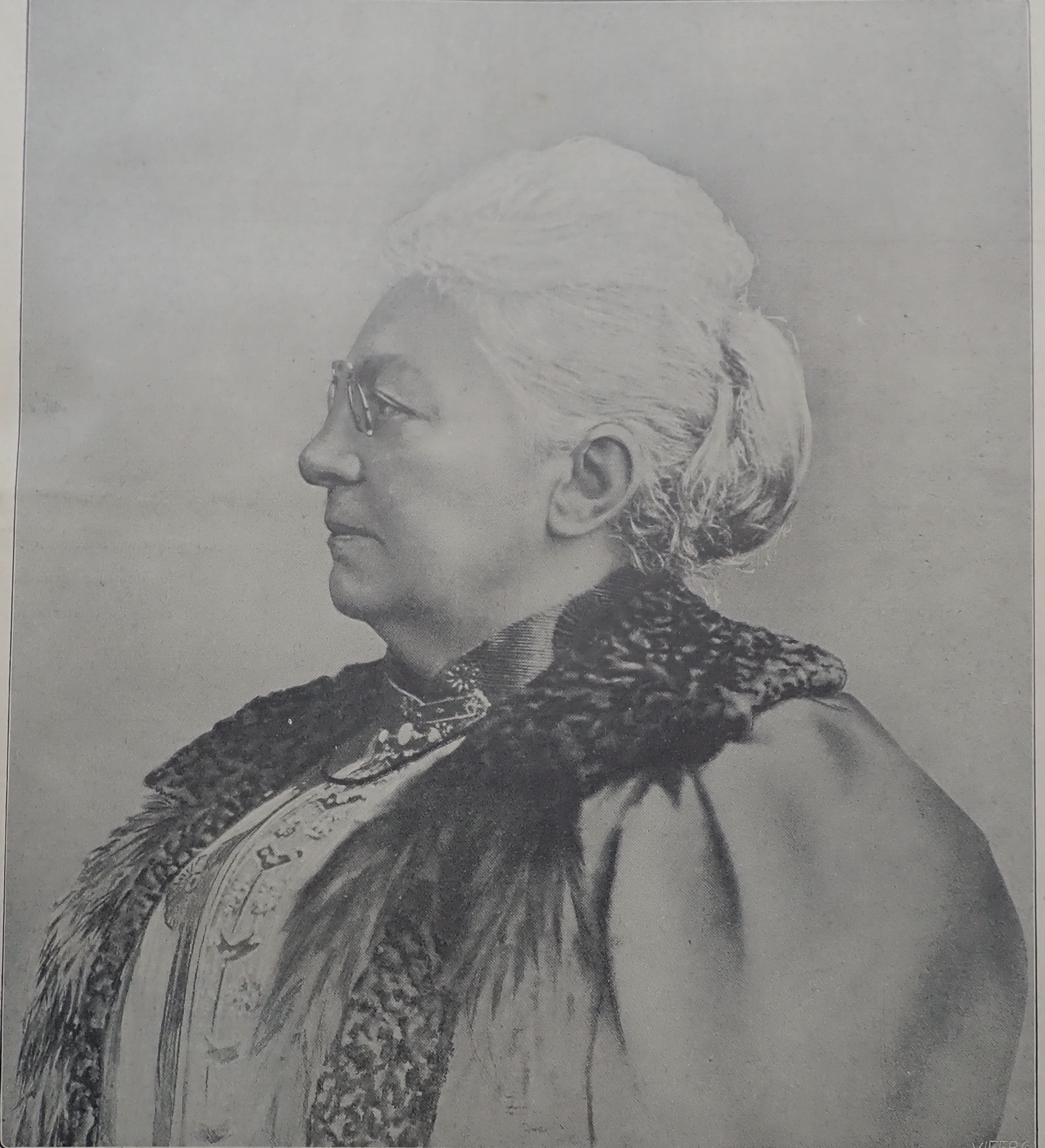
portret van Virginie Loveling

Marie Virginie Loveling (Nevele, 17 mei 1836 – Gent, 1 december 1923) was een Vlaamse dichteres, schrijfster en essayist. Zij heeft enkele malen het pseudoniem W.G.E. Walter gebruikt.

## Biografie
Virginie Loveling is geboren en getogen in het Oost-Vlaamse Nevele. Haar ouders waren Marie Comparé en de uit Papenburg (Nedersaksen) afkomstige Herman Anton Loveling, die zelfmoord pleegde in 1846, toen Virginie tien jaar oud was. Door haar vader had ze de Duitse nationaliteit, die ze in 1879, na de dood van haar moeder, verruilde voor de Belgische.
Ze debuteerde, samen met haar twee jaar oudere zuster Rosalie, met realistische, observerende gedichten, die een sentimentele ondertoon hadden. Na Rosalies vroegtijdige overlijden in 1875 schreef ze in hoofdzaak novellen en romans in een vrij sobere en realistische stijl.
De scherpe politieke tegenstellingen van haar tijd inspireerden haar tot twee antikatholieke werken (In onze Vlaamsche gewesten. Politieke schetsen, 1877 en Sophie, 1884), waarin ze ten aanval trok tegen de geestelijkheid, die volgens haar een te grote invloed had op het platteland. Zo beschrijft Sophie de schoolstrijd op het Vlaamse platteland.
Daarna trad een periode van evenwicht en rijpheid in, waarin ze nog talrijke novellen, kinderboeken, essays (onder andere over folklore) maar vooral romans heeft geschreven, die zich meestal op het platteland in Oost-Vlaanderen afspelen. Een revolverschot (1911) heeft de noodlottige liefde van twee zusters voor dezelfde man als thema en wordt als een van haar beste romans beschouwd. In 2025 veroverde het werk een plaats in de canon van de Nederlandstalige literatuur.
Samen met haar neef Cyriel Buysse schreef ze Levensleer (1911), een humoristische roman over de verfranste Gentse bourgeoisie. Haar romans Een dure Eed (1891) (bekroond met de Vijfjaarlijkse prijs voor de Nederlandse letterkunde) en De twistappel (1904) gelden als haar hoofdwerken.
Virginie was een zeer ontwikkelde, geëmancipeerde vrouw en beheerste meerdere talen (onder andere Duits, Frans, Italiaans). Ze heeft ook enkele grote reizen gemaakt. Zo vergezelde ze in het najaar 1886 het echtpaar De Deurwaerder-Fobe op een reis naar het Zuiden. Ze verbleven een paar maanden in Nice en reisden dan naar Italië. Virginie was innig bevriend met Adèle Fobe en erfde een gouden armband, bezet met diamanten, en een grote som van haar. Met dit geld kon ze zich in 1899 een maandenlange reis naar Australië veroorloven.
Tijdens de Eerste Wereldoorlog hield ze een dagboek bij, dat in 1999 voor het eerst verscheen in een integrale editie onder de titel In oorlogsnood. In datzelfde jaar werd haar roman Sophie in een omgespelde versie heruitgegeven. In 2011 werd Oorlogsdagboeken opnieuw uitgegeven bij Meulenhoff/Manteau . Het handschrift van de Oorlogsdagboeken wordt bewaard in de Gentse Universiteitsbibliotheek en maakt sinds 2014 deel uit van de Vlaamse Topstukkenlijst.
Virginie Loveling overleed in 1923. Ze werd begraven op de Westerbegraafplaats te Gent.

## Fotogalerij

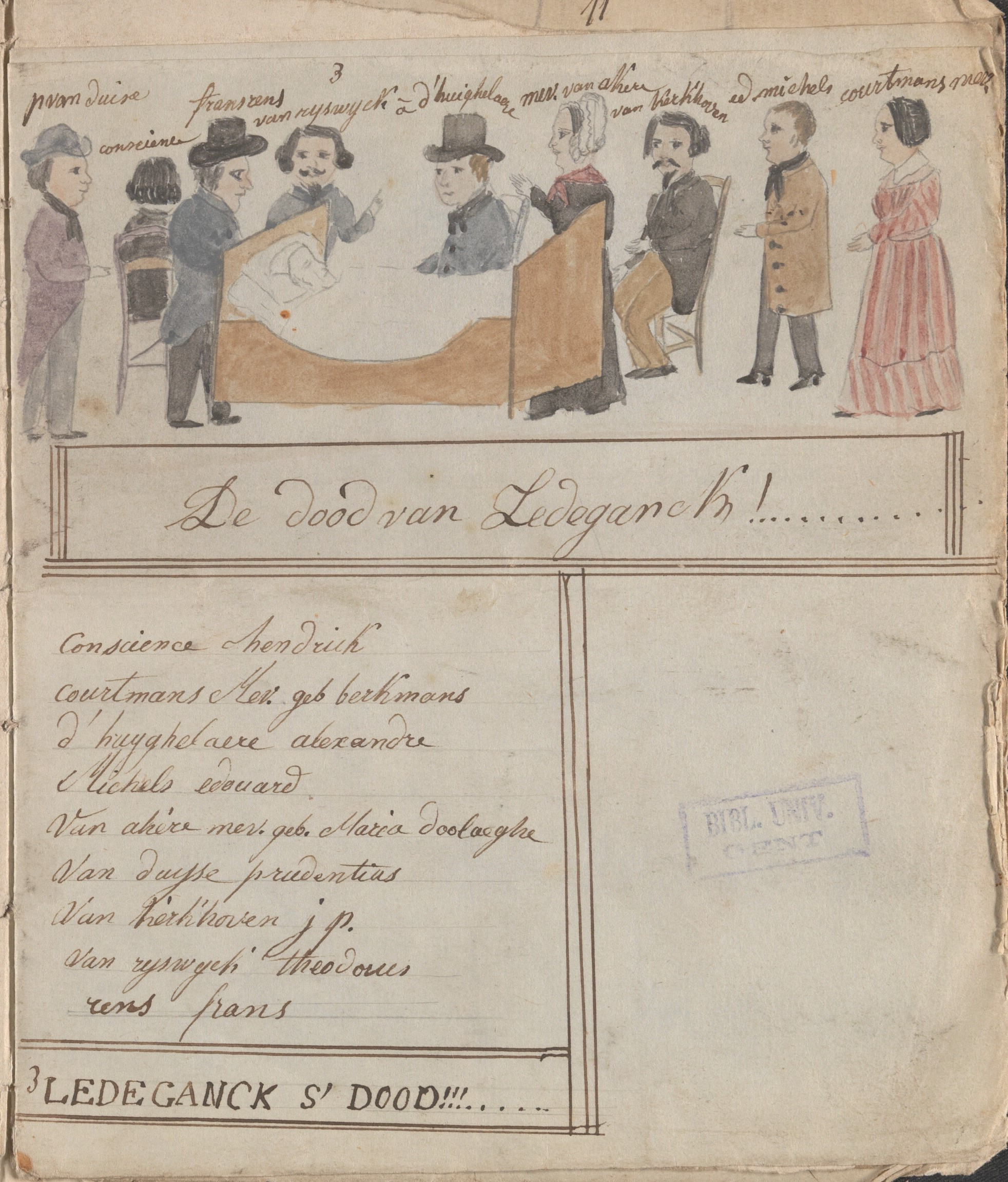
Fragment uit een manuscript met schetsen, novellen en vertalingen van poëzie. Geschreven door Rosalie en Virginie Loveling in de 19e eeuw.
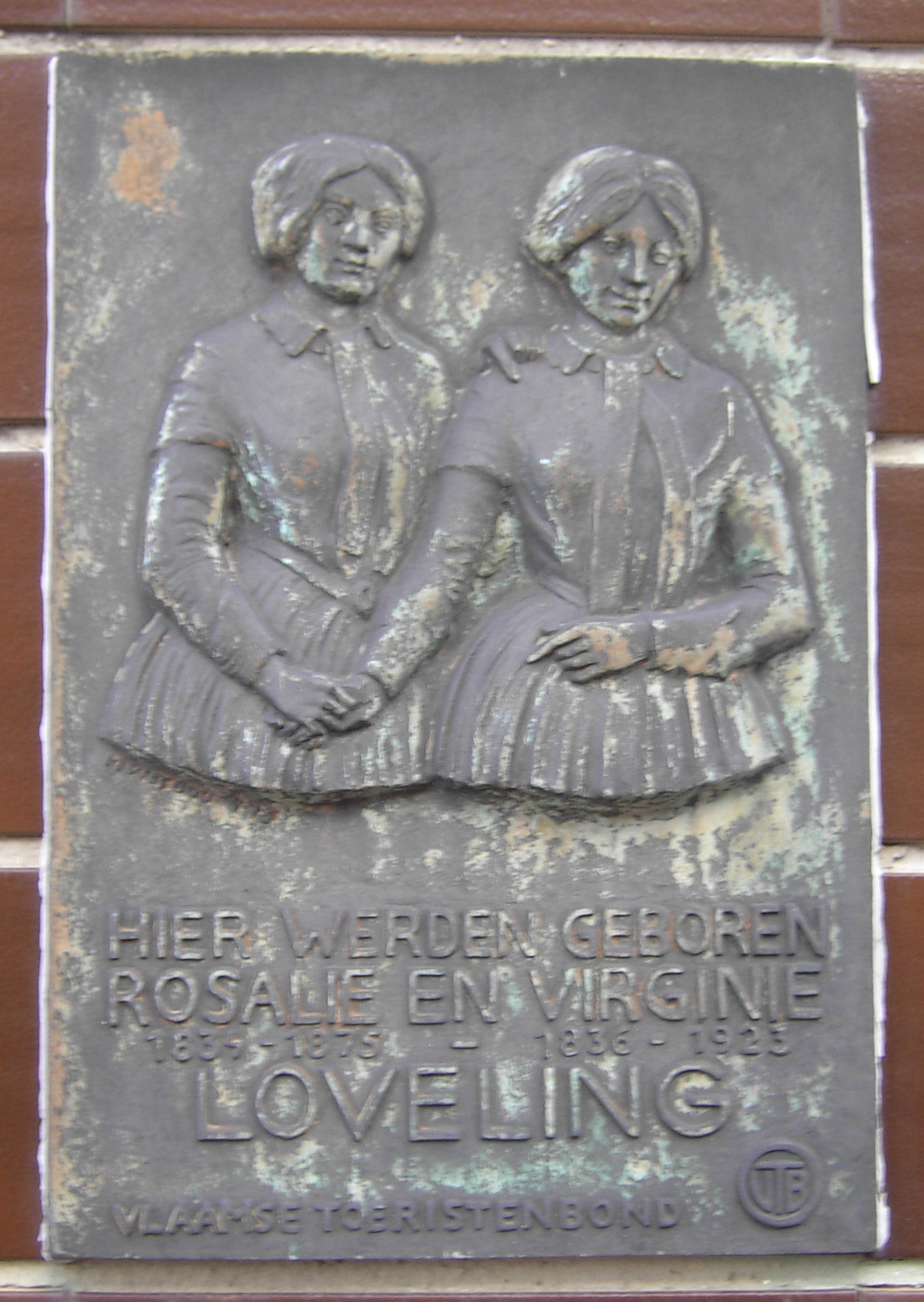
Nevele - Gedenkplaat aan het geboortehuis van Virginie Loveling en Rosalie Loveling.
- Handschrift van Virginie Loveling (1876)
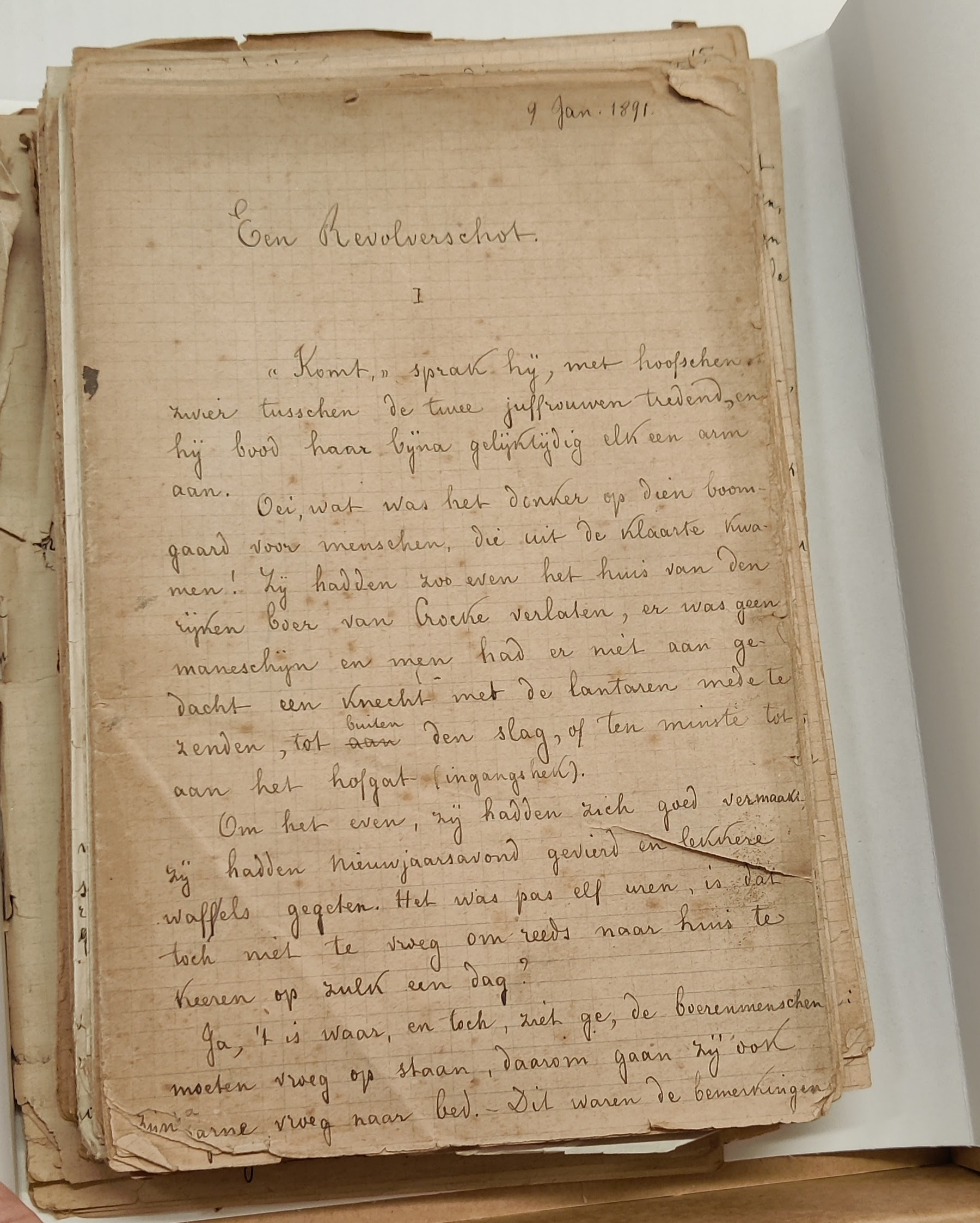
Eerste pagina van manuscript "Een revolverschot" (Virginie Loveling).

## Trivia
- Aan het Sint-Pietersstation in Gent werd bij de eerstesteenlegging van het VAC (Vlaams Administratief Centrum) Gent, officieel de naam Virginie Lovelinggebouw vastgelegd. Het kantoorgebouw bestaat uit een toren van 90 meter en een publiek toegankelijke zijarm.
- Jeroen Brouwers schrijft in een brief (Allerzielen, 1976) aan zijn vriend Tom van Deel dat hij zijn twee nieuwe kippen en een haan de namen Virginie en Rosalie Loveling en Cyriel Buysse geeft.